# Actor de film
Actorul de film este o persoană care interpretează roluri în filme cinematografie. Termenul de actor în general provine din latinescul actorem. 
Din 1894 până la sfârșitul anilor 1920, filmele au fost mute, astfel încât actorii de film s-au folosit de limbajul corporal și expresia facială pentru ca publicul să înțeleagă mai bine ce simțea un actor și ce anume interpreta pe ecran.
Primul actor de film a fost Max Linder⁠(d), iar până în 2019 Florence Lawrence⁠(d) a fost considerată prima actriță care a apărut pe marele ecran.